# Nematalycidae
Nematalycidae zijn  een familie van mijten. Bij de familie zijn 4 geslachten met 4 soorten ingedeeld.